# نینی روسو
نینی روسو (ایتالیایی: Nini Rosso؛ ۱۹ سپتامبر ۱۹۲۶ – ۵ اکتبر ۱۹۹۴) یک موسیقی‌دان، آهنگ‌ساز و نوازندهٔ ترومپت جاز اهل ایتالیا بود.
از فیلم‌ها یا برنامه‌های تلویزیونی که وی در آن نقش داشته‌است می‌توان به ریتای غرب و یانکی اشاره کرد.